# Muzeum Kultur Azji, Afryki i Ameryki w Pradze
Muzeum Kultur Azji, Afryki i Ameryki (znane również jako Muzeum Náprstek) – muzeum w Pradze zajmujące się sztuką Azji, Afryki i Ameryki.
Zostało założone przez Vojtěcha Náprstka (1826–1894). Jest częścią Muzeum Narodowego.